# Julius von Haynau
Julius Jacob svobodný pán von Haynau (Julius Jacob Heinrich Friedrich Ludwig Freiherr von Haynau) (14. října 1786, Kassel – 14. března 1853, Vídeň) byl rakouský generál. Byl nemanželským synem hesenského kurfiřta a od patnácti let sloužil v rakouské armádě. Vyznamenal se již během napoleonských válek, později vynikl především během revoluce 1848–1849. Pod maršálem Radeckým pomáhal potlačit revoluční hnutí v Itálii a v roce 1849 dosáhl hodnosti polního zbrojmistra. Poté byl předním strůjcem likvidace revoluce v Uhrách, kde jako vrchní velitel a faktický místodržitel získal mimořádné pravomoci (1849–1850). V červenci 1850 byl odvolán a od té doby žil v soukromí.

## Kariéra

Erb barona Julia von Haynau

Pocházel z početného nelegitimního potomstva hesenského kurfiřta Viléma I. Hesenského (1743–1821) a jedné z jeho milenek Rosy Ritterové (1759–1833). Narodil se v Kasselu a spolu se svými sourozenci získal v roce 1800 titul svobodného pána z Haynau. V roce 1801 vstoupil do rakouské, zúčastnil se napoleonských válek a již v roce 1805 byl kapitánem u 35. pěšího pluku umístěného tehdy v Benátkách nad Jizerou. Bojoval ve válce roku 1809, vyznamenal se v taženích v letech 1813–1814 a v závěrečných bojích proti Napoleonovi v roce 1815, tehdy již v hodnosti majora. Po napoleonských válkách sloužil u 16. pěšího pluku v Tresivu. V roce 1823 byl v hodnosti podplukovníka zástupcem velitele 26. pěšího pluku v Udine. V roce 1830 dosáhl hodnosti plukovníka a stal se velitelem 30. pěšího pluku ve Lvově, kde strávil pět let. V roce 1835 byl povýšen do hodnosti generálmajora a převzal velení brigády v Itálii. V roce 1844 dosáhl hodnosti polního podmaršála a stal se velitelem ve Štýrském Hradci, odkud byl kvůli konfliktům s úřady odvolán a převelen do Temešváru.

## Velitel v Itálii a Uhrách 1848–1850

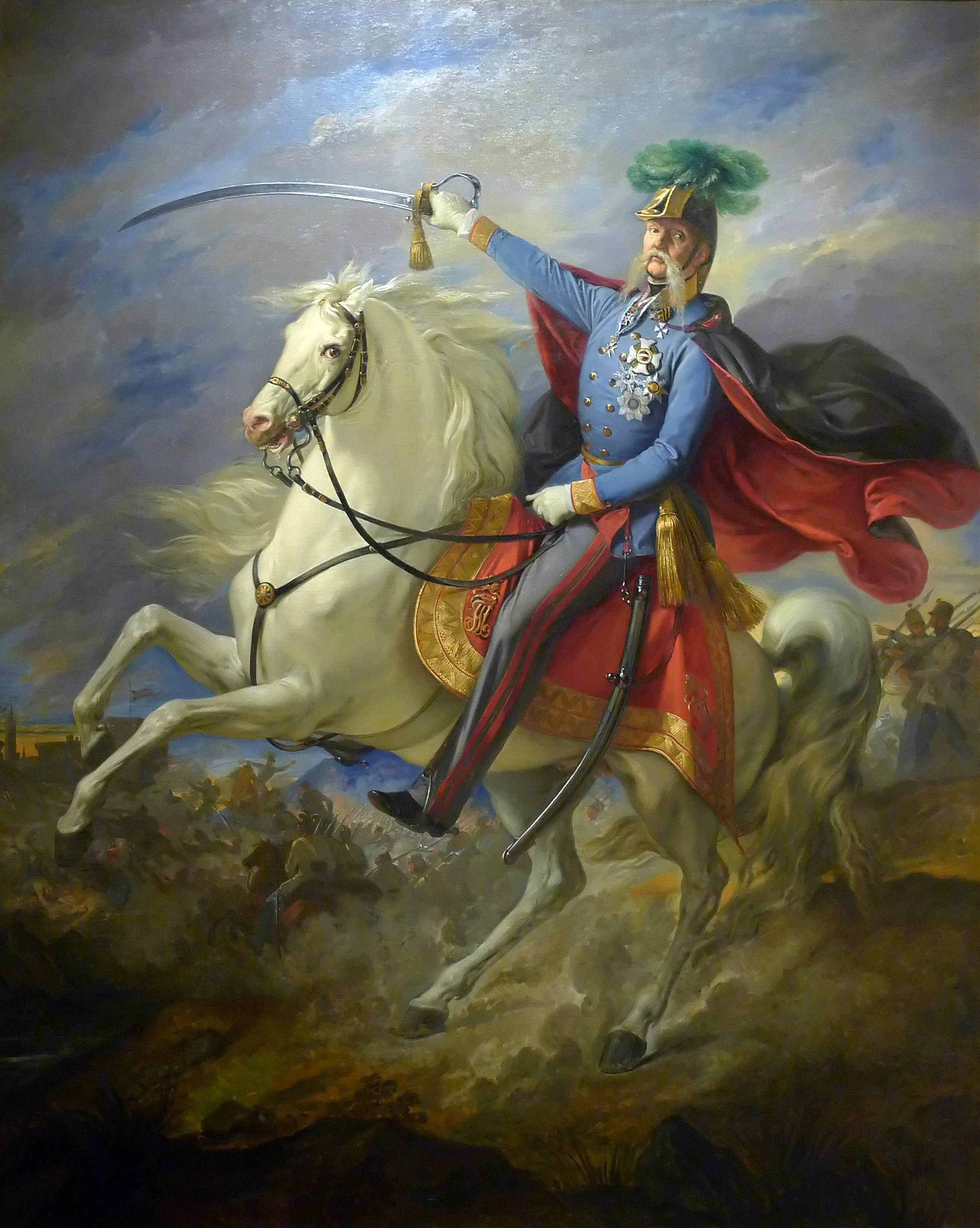
Julius von Haynau jako vrchní velitel rakouské armády v Uhrách

Na jaře 1848 byl povolán do Itálie, kde byl přidělen k armádě maršála Radeckého a byl jmenován velitelem ve Veroně.  Svou rozhodností přispěl k vítězství u Custozzy. Na podzim 1848 začal obléhat Benátky, mezitím dobyl několik dalších měst v severní Itálii, kde proslul nekompromisním postupem proti povstalcům. Na přelomu března a dubna 1849 dobyl Brescii, kde nechal popravit 13 revolucionářů, což mu vyneslo přezdívku hyena brescijská.
V květnu 1849 byl jmenován c.k. polním zbrojmistrem, tajným radou a vrchním velitelem armády v Uhrách. Pro potlačení maďarské revoluce získal rozsáhlé pravomoci a v letech 1849–1850 byl v Uhrách v podstatě místodržitelem. Dosáhl několika významných vítězství nad uherskými povstalci a díky významné pomoci ruské armády maršála Paskeviče byla revoluce potlačena. Podobně jako předtím v Itálii, tak i v Uhrách pak Haynau přistoupil k přísnému potrestání revolucionářů. Popraven byl uherský předseda vlády Lajos Batthyány, třináct generálů revoluční armády a k trestu smrti bylo odsouzeno dalších 300 vůdců povstání. I když ne všechny exekuce proběhly na jeho přímý rozkaz, díky své kruté povaze a předchozí pověsti byl všeobecně vnímán jako hlavní strůjce krvavého potlačení uherské revoluce.
V červenci 1850 byl z Uher odvolán a odešel do soukromí, pobýval převážně ve Štýrském Hradci. Jeho pověst přísného likvidátora revoluce v Itálii a Uhrách jej dostihla i na příležitostných soukromých cestách do zahraničí a fyzicky byl napaden v Londýně a Bruselu. Zemřel na infarkt 14. března 1853 ve Vídni.

## Tituly a ocenění
V roce 1810 byl jmenován c. k. komořím a jako vrchní velitel v Uhrách obdržel titul v roce 1849 c. k. tajného rady s nárokem na oslovení Excelence. Během vojenské kariéry získal řadu vyznamenání v Rakousku i v zahraničí, mimo jiné byl nositelem dvou stupňů Řádu Marie Terezie. Získal čestné občanství ve Vídni, Budapešti, Štýrském Hradci, Šoproni, Aradu a Prešpurku. Od roku 1845 byl čestný majitelem 57. pěšího pluku dislokovaného v Tarnówě.

### Rakousko
- velkokříž Řádu Marie Terezie
- komandérský kříž Řádu Marie Terezie
- velkokříž Královského uherského řádu svatého Štěpána
- velkokříž Leopoldova řádu
- Řád železné koruny I. třídy
- Vojenský záslužný kříž

### Zahraničí
- rytířský kříž Řádu svatého Ondřeje (Rusko)
- Řád svaté Anny I. třídy (Rusko)
- Řád svatého Vladimíra II. třídy (Rusko)
- Řád sv. Jiří (Rusko)
- velkokříž Řádu Guelfů (Hannoversko)
- rytíř Řádu sv. Januaria (Království Obojí Sicílie)
- rytíř Vojenského řádu sv. Jindřicha (Sasko)
- velkokříž Řádu zlatého lva (Hessensko-Kasselsko)

## Rodina
Jeho manželkou byla Terezie Weberová (1787–1851), dcera polního podmaršála Franze Webera von Treunfels (†1809 v bitvě u Aspern. Z jejich manželství se narodila jediná dcera Clotilde (1809–1887).
Jeho starší bratr Wilhelm Karl von Haynau (1779–1856) byl generálem v hesenské armádě a v roce 1850 krátce vrchním velitelem v Hesensku.